# مارکو مئونی
مارکو مئونی (انگلیسی: Marco Meoni) بازیکن والیبال اهل ایتالیا، عضو سابق تیم ملی والیبال ایتالیا از سال ۱۹۹۴ تا ۲۰۰۸ است.
مئونی با ایتالیا به مدال برنز المپیک ۲۰۰۰ سیدنی و مدال نقره المپیک ۱۹۹۶ آتلانتا دست یافت و در قهرمانی جهان ۱۹۹۸ با دیگر بازیکن‌های نسل طلایی ایتالیا، قهرمانی را به دست آورد. یک قهرمانی لیگ قهرمانان والیبال اروپا و دو قهرمانی سری آ والیبال ایتالیا از دست‌آوردهای او در رده باشگاهی به حساب می‌آید.